# Amanda Detmer
Amanda Jeannette Detmer (* 27. September 1971 in Chico, Kalifornien) ist eine US-amerikanische Schauspielerin.

## Leben
Amanda Detmer ist die Tochter der Lehrerin Susan Detmer, geb. Thurmon, und ihres Mannes, des singenden Cowboys und Reis-Farmers Melvin Lester Detmer.
Detmer absolvierte die Tisch School of the Arts in New York City. Sie spielte im Film Gnadenlos schön (1999) neben Kirsten Dunst und Ellen Barkin, im Film Boys, Girls & a Kiss (2000) neben Claire Forlani, im Film The Majestic (2001) neben Jim Carrey. Im Film Kiss the Bride (2002) übernahm sie die Hauptrolle, in den Nebenrollen spielten unter anderem Burt Young und Alyssa Milano. Sie war ebenfalls in einigen Fernsehserien wie Tage voller Blut – Die Bestie von Dallas (To Serve and Protect, 1999) M.Y.O.B. (2000) und A.U.S.A. (2003) zu sehen.
Im Jahr 1998 spielte sie in Minneapolis im Theaterstück Last Seen, welches später verfilmt wurde. Im Jahr 2001 spielte sie im Theaterstück Amadeus am Guthrie Theater in Minneapolis.

## Filmografie (Auswahl)
- 1995: Geraubte Unschuld (Stolen Innocence)
- 1999: Gnadenlos schön (Drop Dead Gorgeous)
- 1999: A Little Inside
- 2000: Final Destination
- 2000: Boys, Girls & a Kiss
- 2001: Lucky 13
- 2001: Zickenterror – Der Teufel ist eine Frau (Saving Silverman)
- 2001: The Majestic
- 2002: Lügen haben kurze Beine (Big Fat Liar)
- 2002: Last Seen
- 2002: Kiss the Bride
- 2003: Picking Up and Dropping Off
- 2005: Alone in a Crowd
- 2005: Extreme Dating
- 2005: Lucky 13
- 2006: Proof of Lies (Fernsehfilm)
- 2006: Final Move
- 2006: Jam
- 2006: Ich, Du und der Andere (You, Me and Dupree)
- 2006–2007: What About Brian (Fernsehserie, 24 Episoden)
- 2008: American Crude
- 2008: AmericanEast
- 2009: Private Practice (Fernsehserie, 5 Episoden)
- 2011–2012: Man Up! (Fernsehserie, 13 Episoden)
- 2011–2013: Dr. Dani Santino – Spiel des Lebens (Necessary Roughness, Fernsehserie, 11 Episoden)
- 2013: Two and a Half Men (Fernsehserie, Episode 10x22)
- 2014: Baby Daddy (Fernsehserie, Episoden 3x12–3x13)
- 2015: Lethal Seduction
- 2015: The Week
- 2016: Second Chance (Fernsehserie, 8 Episoden)
- 2017: The Night Shift (Fernsehserie, Episode 3x09)
- 2017: Red Blooded (Fernsehserie, Episode 1x01)
- 2017: Pure Country Pure Heart
- 2018–2020: Empire (Fernsehserie, 14 Episoden)
- 2020: Lady Driver – Mit voller Fahrt ins Leben (Lady Driver)
- 2020: A California Christmas
- 2021: Navy CIS (NCIS, Fernsehserie, Episode 18x13)
- 2021: A California Christmas – City Lights